# Саву (море)
Море Саву (на английски: Savu sea; на индонезийски: Laut Savu) е междуостровно море на Тихия океан, разположено в южната част на Малайския архипелаг, на територията на Индонезия и Източен Тимор. Според данните на Международната хидрографска организация границите на морето са следните:
- на север мие южните брегове на остров Флорес, о-вите Солор и о-вите Алор и чрез няколко протока (Флорес, Омбай и др.) между тях се свързва с море Банда;
- на югоизток мие северозападните брегове на островите Тимор и Роти и чрез протока Роти между тях се свързва с Тиморско море на Индийския океан;
- на юг мие бреговете на о-вите Саву и североизточните брегове на остров Сумба и чрез два протока на юг и протока Сумба на запад се свързва с Индийския океан.

Дължина от запад на изток 560 km, ширина до 210 km, площ 104 хил.km2, средна дълбочина 1683 m, максимална 3370 m, разположена в северната му част. Бреговете му са основно планински, стръмни. Средна температура на водата на повърхността през зимата (август) около 26 °C, през февруари 28 °C. Соленост около 34‰. Температура на придънните води 3,5 °C, соленост 34,6‰. Теченията са основно със западно направление и през август достигат скорост до 0,5 m/s. Дъното на морето е покрито с тиня с примеси от вулканични материали. Приливите са неправилни полуденонощни с височина до 2 m.